# Kazimierz Krzemiński
Kazimierz Józef Krzemiński (* 25. Februar 1902 in Lwiw; † 1940 ebenda) war ein polnischer Radrennfahrer.

## Sportliche Laufbahn
Krzemiński war im Straßenradsport aktiv. Er war Teilnehmer der Olympischen Sommerspiele 1924 in Paris. Im Einzelrennen kam er auf den 59. Rang. In der Mannschaftswertung wurde Polen mit Feliks Kostrzębski, Wiktor Hoechsmann, Kazimierz Krzemiński und Oswald Miller 14. und damit Letzter des Klassements. Sein erster Erfolg im Radsport war der Gewinn der Meisterschaft im Straßenrennen der Woiwodschaft Lemberg 1923.
1924 gewann er bei den polnischen Straßenmeisterschaften die Silbermedaille.